# Tirozin
Tirozin je neurotransmiter i aminokiselina koja potiče moždanu aktivnost. Najviše ga ima u mliječnim proizvodima, bananama, mahunama, avokadu, sezamu i bademima. 
On pospješuje pravilan rad štitnjače, hipofize i tiroidne žlijezde, te potiče oslobađanje hormona rasta i proizvodi noradrenalina, koji smanjuje potrebu za jelom. 
Nadopune L-tirozina najbolje bi bilo uzeti s obrokom koji obiluje ugljikohidratima ili prije odlaska na spavanje.